# 뱅크 잡: 리크루트
《뱅크 잡: 리크루트》(Ready 2 Die)는 미국에서 제작된 존 아즈필리쿠에타 감독의 2014년 액션, 스릴러 영화이다. 파블로 산티아고 등이 주연으로 출연하였고 존 아즈필리쿠에타 등이 제작에 참여하였다.

## 출연

### 주연
- 파블로 산티아고
- 제이콥 마르티네즈
- 존 아즈필리쿠에타
- 블레스 메이

### 조연
- 노엘 구글리에미
- 브리짓 B.
- 다니엘 파나베리아